# Huey tzompantli
El huey tzompantli de México-Tenochtitlan fue un edificio cívico-religioso ubicado en el Templo Mayor de esa ciudad. Se componía de una estructura de argamasa, cal y piedra de tezontle, misma que sostenía grandes vigas de madera en hileras en las cuales eran colocados cientos de cabezas decapitadas provenientes de personas sacrificadas en el mismo.

## Ubicación
Como antecedentes a este hallazgo, a inicios del siglo XX Leopoldo Batres realizaría diversas excavaciones en la actual calle de República de Guatemala, encontrando restos de construcciones con fragmentos óseos. Manuel Gsmio excavó en 1913 y 1914 en República de Guatemala 33 y encontró además parte de las escalinatas del edificio. En las excavaciones hechas por la línea 2 del Metro de la Ciudad de México fueron hallados igualmente restos asociados a este tzompantli. En las excavaciones y trabajos arqueológicos por el hundimiento de la Catedral Metropolitana de la Ciudad de México en los años 90 se encontraron restos óseos con horadaciones parietales, los cuales fueron asociados al Huey tzompantli.
Por la evidencia arqueológica y los datos históricos disponibles las y los arqueólogos del Programa de Arqueología Urbana (PAU) determinaron que el hallazgo corresponde al huey tzompantli de Tenochtitlan, ubicado a un costado del Templo de Ehécatl y al frente del Templo Mayor. Las referencias arqueológicas han situado parte del huey tzompantli de Tenochtitlan debajo de la actual calle de República de Guatemala, en el edificio marcado con el número 24. Las excavaciones, parte del PAU, revelaron lo que conformó una estructura orientada de norte a sur y que pudo haber tenido unos 35 metros de largo por 12 de ancho.  
Dado que con la construcción de la Ciudad de México la estructura fue destruida y sepultada, excavaciones —realizadas de 2015 a 2017— descubrieron a dos metros por debajo del actual suelo, un fragmento de una de dos «torres de cráneos circulares». Las mismas estaban ubicadas a la izquierda y a la derecha del Huey tzompantli y eran parte de la estructura con las cuales se sostenían las vigas horizontales en las que se ensartaban los cráneos. Dichas torres, hoy de 45 centímetros, revelaron más de 300 cráneos perforados de las parietales. Dentro de ellos hay cráneos tanto de hombres como de mujeres así como de infantes, algunos provenientes de distintas partes de Mesoamérica. Este hallazgo confirmó con mayor precisión la ubicación del Huey Tzompantli, misma que se tenía aproximada pero no confirmada.

## Historia

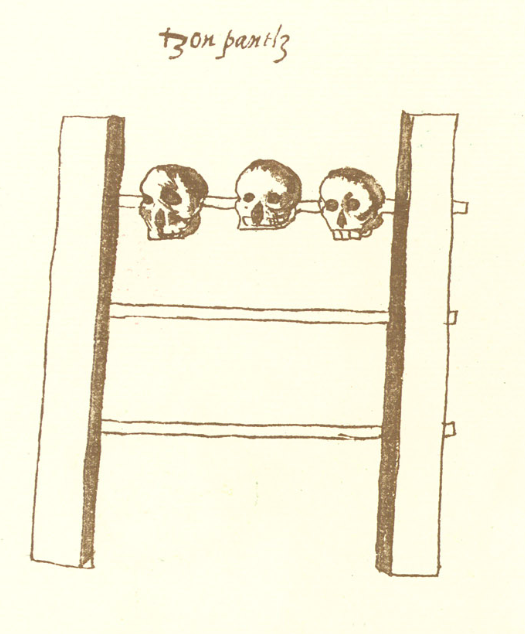
Tzompantli.

Para la civilización mexica los tzompantlis tendrían un significado político y religioso asociado al establecimiento de un asentamiento. La tradición religiosa mexica narró que el primer tzompantli fue construido por Huitzilopochtli, su divinidad principal, en el cerro de Coatepec. Distintas versiones de la historia oficial mexica narran que durante su peregrinación hacia la Cuenca de México, en un altépetl llamado Atenco los mexicas habrían capturado y asesinado a su tlatoani Tlahuizcalpotonqui y/o a un guerrero chichimeca y colocaron en un tzompantli sus cabezas, razón por la cual el altépetl sería nombrado como Tzompanco, actual Zumpango.
Las cabezas colocadas en esta estructura provendría de guerreros derrotados y apresados en batalla, personas esclavizadas e incluso mexicas sacrificados en ceremonias religiosas. Según Chávez y Vázquez el sitio donde más se albergaban cráneos eran las dos torres circulares pero dichos restos habrían no sido solo dispuestos en las vigas horizontales. También se habrían reusado en ceremonias posteriores en los templos por los religiosos mexicas, reusados para construir imágenes de deidades, para complementar los atuendos de los religiosos o bien, ser exhibidos como parte de otros templos o formar parte de rellenos constructivos colocados deliberadamente al construirse y/o inaugurarse un nuevo templo.
La última etapa constructiva del Huey tzompantli fue datada en la Etapa VII, es decir entre 1486 y 1502.

### Conquista
Llegado el ejército de Hernán Cortés al Recinto Sagrado de Tenochtitlan el tlatoani Motecuhzoma Xocoyotzin habría mostrado personalmente al capitán y sus tropas los edificios más sagrados de su ciudad, incluido el Huey tzompantli, mismo que aparecería referido en las principales crónicas y relatos de la conquista. Si bien no era el primer tzompantli que observaban , el de la capital tenochca sería retratado con horror y asombro.
Según Andrés de Tapia:

frontero de esta torre sesenta o setenta vigas muy altas hincadas desviadas de la torre cuanto un tiro de ballesta, puestas sobre un teatro grande, hecha de cal e piedra, e por las gradas del muchas cabezas de muertos pegadas con cal, e los dientes hacia fuera